# Incidente del Caproni Ca.48
L'incidente del Caproni Ca.48 è stato un incidente verificatosi il 2 agosto 1919, quando un aereo per trasporto passeggeri si schiantò a terra a Verona (Italia).
Lo schianto del Caproni Ca.48 provocò la morte di tutte le persone a bordo dell'aereo (i 2 membri dell'equipaggio, oltre che i 12, 13 o 15 passeggeri). L'incidente è stato il primo disastro che ha avuto come protagonista un aereo commerciale di tipo aerodina (ovvero un aereo più pesante dell'aria).

## L'incidente
Alle ore 7:30 di mattina del 2 agosto 1919, il Caproni Ca.48, di proprietà della società Caproni e pilotato da due aviatori militari italiani, è decollato dalla pista di Taliedo (un sobborgo di Milano), di proprietà della stessa compagnia aerea, con destinazione Venezia, dove è arrivato senza alcun problema alle ore 9:22. Dopo essere rimasto a terra per quasi tutto il giorno, alle 17:00 circa il Caproni è decollato nuovamente per ritornare a Taliedo. Testimonianze oculari hanno raccontato di aver visto l'aereo volare nei pressi dell'aeroporto di Verona, a un'altezza di 3000 piedi (circa 910 metri), con le ali che mostravano movimenti bruschi per poi collassare completamente. Alcune persone a bordo si sono lanciate dall'aereo prima dello schianto, trovando comunque la morte. Non ci sono stati sopravvissuti.

## L'aereo
Il triplano Caproni Ca.48 era la versione per il volo di linea del Ca.42, a sua volta derivato dal Ca.4, bombardiere pesante in uso alla Regia Aeronautica italiana. Questo bombardiere aveva preso servizio durante la Prima guerra mondiale con la funzione di bombardare obiettivi in Austria-Ungheria (l'aereo era stato anche utilizzato dal Royal Naval Air Force britannico). Per convertire a uso civile il Ca.48, la Caproni aveva rimosso tutti gli armamenti e montato una cabina di pilotaggio per due piloti con finestrini larghi, oltre che 23 posti per i passeggeri. Nonostante abbia fatto notevole impressione al pubblico, il Ca.48 non è stato probabilmente mai impiegato stabilmente per un servizio di linea.

## Le vittime
Le fonti disponibili sul disastro del Ca.48 sono tutte concordanti sul fatto che non vi è stato nessun sopravvissuto. Una di esse, pubblicata cinque giorni dopo la tragedia, afferma che a bordo vi fossero 14 persone: i 2 membri dell'equipaggio, 5 importanti giornalisti italiani (tra cui Tullo Morgagni) e 7 meccanici della Caproni. Fonti più tarde aumentano il bilancio dei morti a 15 o 17, senza ulteriori spiegazioni.